# エルジュビェタ・ヤギェロンカ
エルジュビェタ・ヤギェロンカ（Elżbieta Jagiellonka、1482年11月13日 - 1517年2月16日）は、ポーランドのヤギェウォ王朝の王女。

## 生涯
ポーランド王カジミェシュ4世とその妻でローマ王（ドイツ王）アルブレヒト2世の娘であるエリーザベト（エルジュビェタ）の間の第13子、七女、末娘として生まれた。母に因んだ同じ洗礼名を持つ姉が2人いたが、いずれも夭折していた。若い頃、モルダヴィア公ボグダン3世（隻眼公）から求婚されたが、結婚は実現しなかった。1515年11月26日、ブレスラウ司教トゥルゾー・ヤーノシュの司式により、レグニツァ公フリデリク2世と結婚した。1517年に第1子を死産した後、まもなく死去した。夫フリデリク2世は翌1518年、エルジュビェタの姪にあたるゾフィー・フォン・ブランデンブルク＝アンスバッハと再婚した。